# Final de la Copa Colombia 2010
La final de la Copa Colombia 2010 fueron una serie de partidos de fútbol disputados entre Deportivo Cali e Itagüí Ditaires con el propósito de definir el campeón de la Copa Colombia en su edición 2010, competición que reúne a todos los equipos profesionales del fútbol colombiano —Categoría Primera A y Categoría Primera B—.
Al final de los partidos de ida y vuelta se coronó campeón Deportivo Cali, obteniendo su primer título en la competencia y la clasificación a la Copa Sudamericana 2011.
Como hecho histórico, es la primera ocasión que un equipo de Segunda División, Itagüí Ditaires, disputa la final de la Copa Colombia.

## Llave
| Bandera del departamento de Antioquia | vs. |                      |
| ------------------------------------- | --- | -------------------- |
| Itagüí Ditaires 0                     | vs. | Deportivo Cali 1 2 3 |

## Estadios
| Itagüí                                 | Palmira                |
| -------------------------------------- | ---------------------- |
| Estadio Metropolitano Ciudad de Itagüí | Estadio Deportivo Cali |
| Capacidad: 12 000                      | Capacidad: 52 000      |
|                                        |                        |

## Partidos

#### Partido de ida
- Reporte[5]

| 12         | POR        | Roberto Mosquera      |     |
| 2          | DEF        | Sergio Guzmán         |     |
| 13         | DEF        | Anderson Zapata       | 66' |
| 6          | DEF        | Andrés Felipe Correa  |     |
| 5          | DEF        | Fernando Monroy       |     |
| 15         | MED        | Cleider Alzate        |     |
| 11         | MED        | Elkin Barrera         |     |
| 4          | MED        | Carlos Mario Arboleda |     |
| 20         | MED        | Mauricio Restrepo     | 76' |
| 16         | DEL        | Jorge Aguirre         | 80' |
| 9          | DEL        | Luis Páez             |     |
| Entrenador | Entrenador | Álvaro de Jesús Gómez |     |

| 1          | POR        | Juan Guillermo Castillo |     |
| 16         | DEF        | Camilo Ceballos         |     |
| 3          | DEF        | Edgar Zapata            |     |
| 4          | DEF        | Elkin Calle             |     |
| 15         | MED        | Gustavo Cuéllar         |     |
| 5          | MED        | Andrés Pérez            |     |
| 14         | MED        | Diego Valdés            | 51' |
| 10         | MED        | Martín Morel            | 66' |
| 22         | MED        | Jarol Martínez          |     |
| 11         | MED        | Andrés Escobar          |     |
| 20         | DEL        | Fabián Castillo         | 51' |
| Entrenador | Entrenador | Jaime de la Pava        |     |

| 17 | MED | Gustavo Dávila      | 66' |
| 10 | DEL | Mauricio Gómez      | 76' |
| 7  | DEL | Jhon Jairo Castillo | 80' |

| 7  | DEL | Diego Álvarez    | 51' |
| 13 | MED | Luis Chará       | 51' |
| 8  | DEL | Jonathan Álvarez | 66' |

| Anotado | 59' | Andrés Escobar | 0:1 |

| Amonestado | 14' | Arboleda |
| Amonestado | 42' | Correa   |

| Amonestado | 18' | Martínez |
| Amonestado | 31' | Valdés   |
| Amonestado | 43' | Morel    |

| Árbitro             | Imer Machado       |
| Árbitros asistentes | Humberto Clavijo   |
| Árbitros asistentes | Mauricio Camargo   |
| Emergente           | Sebastián Restrepo |

| 12         | POR        | Roberto Mosquera      |     |
| 2          | DEF        | Sergio Guzmán         |     |
| 13         | DEF        | Anderson Zapata       | 66' |
| 6          | DEF        | Andrés Felipe Correa  |     |
| 5          | DEF        | Fernando Monroy       |     |
| 15         | MED        | Cleider Alzate        |     |
| 11         | MED        | Elkin Barrera         |     |
| 4          | MED        | Carlos Mario Arboleda |     |
| 20         | MED        | Mauricio Restrepo     | 76' |
| 16         | DEL        | Jorge Aguirre         | 80' |
| 9          | DEL        | Luis Páez             |     |
| Entrenador | Entrenador | Álvaro de Jesús Gómez |     |

| 1          | POR        | Juan Guillermo Castillo |     |
| 16         | DEF        | Camilo Ceballos         |     |
| 3          | DEF        | Edgar Zapata            |     |
| 4          | DEF        | Elkin Calle             |     |
| 15         | MED        | Gustavo Cuéllar         |     |
| 5          | MED        | Andrés Pérez            |     |
| 14         | MED        | Diego Valdés            | 51' |
| 10         | MED        | Martín Morel            | 66' |
| 22         | MED        | Jarol Martínez          |     |
| 11         | MED        | Andrés Escobar          |     |
| 20         | DEL        | Fabián Castillo         | 51' |
| Entrenador | Entrenador | Jaime de la Pava        |     |

| 17 | MED | Gustavo Dávila      | 66' |
| 10 | DEL | Mauricio Gómez      | 76' |
| 7  | DEL | Jhon Jairo Castillo | 80' |

| 7  | DEL | Diego Álvarez    | 51' |
| 13 | MED | Luis Chará       | 51' |
| 8  | DEL | Jonathan Álvarez | 66' |

| Anotado | 59' | Andrés Escobar | 0:1 |

| Amonestado | 14' | Arboleda |
| Amonestado | 42' | Correa   |

| Amonestado | 18' | Martínez |
| Amonestado | 31' | Valdés   |
| Amonestado | 43' | Morel    |

| Árbitro             | Imer Machado       |
| Árbitros asistentes | Humberto Clavijo   |
| Árbitros asistentes | Mauricio Camargo   |
| Emergente           | Sebastián Restrepo |

#### Partido de vuelta
- Reporte[6]

| 1          | POR        | Juan Guillermo Castillo |     |
| 4          | DEF        | Elkin Calle             |     |
| 16         | DEF        | Camilo Ceballos         |     |
| 3          | DEF        | Edgar Zapata            |     |
| 22         | MED        | Jarol Martínez          |     |
| 5          | MED        | Andrés Pérez            |     |
| 31         | MED        | César Amaya             | 75' |
| 14         | MED        | Diego Valdés            |     |
| 8          | MED        | Jonathan Álvarez        | 66' |
| 11         | DEL        | Andrés Escobar          | 83' |
| 7          | DEL        | Diego Álvarez           |     |
| Entrenador | Entrenador | Jaime de la Pava        |     |

| 1          | POR        | Jaime Bran Gómez      |     |
| 24         | DEF        | John Freddy Zea       | 64' |
| 2          | DEF        | Sergio Guzmán         |     |
| 13         | DEF        | Anderson Zapata       |     |
| 25         | DEF        | Álvaro Manga          |     |
| 28         | MED        | Emerson Chamorro      | 58' |
| 20         | MED        | Mauricio Restrepo     |     |
| 15         | MED        | Cleider Alzate        |     |
| 77         | MED        | Carlos Ortiz          |     |
| 15         | DEL        | Jorge Aguirre         | 78' |
| 9          | DEL        | Luis Páez             |     |
| Entrenador | Entrenador | Álvaro de Jesús Gómez |     |

| 10 | MED | Martín Morel    | 66' |
| 20 | DEL | Fabián Castillo | 75' |
| 15 | MED | Gustavo Cuéllar | 83' |

| 4 | DEF | Carlos Mario Arboleda | 58' |
| 6 | MED | Andrés Felipe Correa  | 64' |
| 7 | DEL | Jhon Jairo Castillo   | 78' |

| Anotado | 12' | César Amaya    | 1-0 |
| Anotado | 55' | Andrés Escobar | 2-0 |

| Amonestado | 40' | Valdés     |
| Amonestado | 81' | D. Álvarez |

| Amonestado | 28' | Restrepo |
| Amonestado | 30' | Alzate   |
| Amonestado | 47' | Ortiz    |
| Amonestado | 84' | Guzmán   |

| Otorgado · Otorgado otra vez · Expulsado | 82' | Valdés |

| Otorgado · Otorgado otra vez · Expulsado | 60' | Restrepo |

| Árbitro             | Albert Duarte    |
| Árbitros asistentes | Abraham González |
| Árbitros asistentes | Eduardo Díaz     |
| Emergente           | Ramiro Suárez    |

| 1          | POR        | Juan Guillermo Castillo |     |
| 4          | DEF        | Elkin Calle             |     |
| 16         | DEF        | Camilo Ceballos         |     |
| 3          | DEF        | Edgar Zapata            |     |
| 22         | MED        | Jarol Martínez          |     |
| 5          | MED        | Andrés Pérez            |     |
| 31         | MED        | César Amaya             | 75' |
| 14         | MED        | Diego Valdés            |     |
| 8          | MED        | Jonathan Álvarez        | 66' |
| 11         | DEL        | Andrés Escobar          | 83' |
| 7          | DEL        | Diego Álvarez           |     |
| Entrenador | Entrenador | Jaime de la Pava        |     |

| 1          | POR        | Jaime Bran Gómez      |     |
| 24         | DEF        | John Freddy Zea       | 64' |
| 2          | DEF        | Sergio Guzmán         |     |
| 13         | DEF        | Anderson Zapata       |     |
| 25         | DEF        | Álvaro Manga          |     |
| 28         | MED        | Emerson Chamorro      | 58' |
| 20         | MED        | Mauricio Restrepo     |     |
| 15         | MED        | Cleider Alzate        |     |
| 77         | MED        | Carlos Ortiz          |     |
| 15         | DEL        | Jorge Aguirre         | 78' |
| 9          | DEL        | Luis Páez             |     |
| Entrenador | Entrenador | Álvaro de Jesús Gómez |     |

| 10 | MED | Martín Morel    | 66' |
| 20 | DEL | Fabián Castillo | 75' |
| 15 | MED | Gustavo Cuéllar | 83' |

| 4 | DEF | Carlos Mario Arboleda | 58' |
| 6 | MED | Andrés Felipe Correa  | 64' |
| 7 | DEL | Jhon Jairo Castillo   | 78' |

| Anotado | 12' | César Amaya    | 1-0 |
| Anotado | 55' | Andrés Escobar | 2-0 |

| Amonestado | 40' | Valdés     |
| Amonestado | 81' | D. Álvarez |

| Amonestado | 28' | Restrepo |
| Amonestado | 30' | Alzate   |
| Amonestado | 47' | Ortiz    |
| Amonestado | 84' | Guzmán   |

| Otorgado · Otorgado otra vez · Expulsado | 82' | Valdés |

| Otorgado · Otorgado otra vez · Expulsado | 60' | Restrepo |

| Árbitro             | Albert Duarte    |
| Árbitros asistentes | Abraham González |
| Árbitros asistentes | Eduardo Díaz     |
| Emergente           | Ramiro Suárez    |

|                                    |
| Bandera de Colombia                |
| Campeón Deportivo Cali 1.er título |